# 대한민국 형사소송법 제152조
대한민국 형사소송법 제152조는 소환불응과 구인에 대한 형사소송법의 조문이다.

## 조문
제152조(소환불응과 구인) 정당한 사유없이 소환에 응하지 아니하는 증인은 구인할 수 있다.

第152條(召喚不應과 拘引) 正當한 事由없이 召喚에 應하지 아니하는 證人은 拘引할 수 있다.

## 참고 문헌
- 손동권 신이철, 새로운 형사소송법(초판, 2013), 세창, 2013. ISBN 9788984114081

## 같이 보기
- 구인
- 소환 (법)